# Carrer dels Jueus (la Seu d'Urgell)
El carrer dels Jueus és un carrer de la ciutat de la Seu d'Urgell, situat al centre històric a continuació del Passatge de la missió. El carrer connecta aquest últim amb el carrer Major. És un carrer estret i antic.
El carrer, abans dit del Cèsar, hi hagué el call jueu, amb la seva sinagoga. La comunitat hebrea que vivia al carrer no fou molt nombrosa però si rellevant. En el moment àlgid de la seva prosperitat arribà a tenir una vintena de famílies, on devien posseir la seva sinagoga-escola, com la situada a casa dels Bedoz el 1344, ben proveïda amb una trentena de llibres. Als afores, vora unes vinyes, van tenir el seu cementiri fins a la definitiva desaparició de la comunitat cap a mitjan segle xv. Actualment és un carrer comercial, amb alguns comerços i bars. Durant el Mercat Medieval dels Canonges, és un dels carrers que es guarneixen de forma especial per aquesta data.